# Hemiancistrus pankimpuju
Hemiancistrus pankimpuju es una especie de peces de la familia Loricariidae en el orden de los Siluriformes.

## Hábitat
Es un pez de agua dulce.

## Distribución geográfica
Se encuentran en Sudamérica: río Amazonas.